# Lily Braun
Lily Braun, batizada com o nome Amalie von Kretschman, (2 de Julho de 1865, Halberstadt – 12 de Agosto de 1916 Berlim), nome de nascimento Amalie von Kretschmann, foi uma escritora feminista alemã.

## Biografia
Ela era filha do general Hans von Kretschmann, da Prússia e neta da Baronesa Jenny von Sustedt que era uma filha ilegítima do rei de Vestefália Jerónimo Bonaparte, irmão de Napoleão. Ainda cedo Lily Braun se casou com o professor de filosofia Georg von Gizycki, ao qual se uniram num movimento ético, que buscava estabelecer um sistema de moralidade que substituiria a influencia das religiões tradicionais. Lily casou-se novamente em 1896 com Heinrich Braun, após a morte do marido. Braun era um político social-democrata e um publicitário.
Ainda Jovem Lily filiou-se ao Partido Social-Democrata da Alemanha (SPD) e tornou-se uma das líderes do movimento feminista alemão. Ela foi fortemente influenciada por Friedrich Nietzsche e queria que o SPD se focasse no desenvolvimento da personalidade e da individualidade em vez da igualdade. Para ela, as mulheres deveriam ter a sua própria personalidade e não ser apenas consideradas como (futuras) mães e esposas. Ela lutava por liberdade econômica para as mulheres e a abolição do casamento legal.

## Obras
- Die Frauenfrage : ihre geschichtliche Entwicklung und ihre wirtschaftliche Seite  (A questão da mulher: seu desenvolvimento histórico e seu lado econômico) (1901)
- Wahrheit oder Legende: Ein Wort zu den Kriegsbriefen des Generals von Kretschman (Verdade ou lenda: uma palavra sobre as cartas de guerra do general von Kretschman)
- Die Mutterschaftsversicherung : ein Beitrag zur Frage der Fürsorge für Schwangere und Wöchnerinnen  (Seguro de maternidade: uma contribuição em questão da atenção às mulheres grávidas e novas mães)
- Die Frauen und die Politik  (Mulheres e política)
- Memoiren einer Sozialistin - Lehrjahre (Memórias de uma mulher socialista - Anos de aprendizagem) (Novela)
- Memoiren einer Sozialistin - Kampfjahre (Memórias de uma mulher socialista - Anos de luta) (Novela)
- Mutterschaft : ein Sammelwerk für die Probleme des Weibes als Mutter (Maternidade: uma compilação dos problemas das mulherer como mães)
- Die Liebesbriefe der Marquise (As cartas de amor da Marquise)
- Die Frauen und der Krieg (As mulheres e a guerra)
- Im Schatten der Titanen : Erinnerungen an Baronin Jenny von Sustedt  (Na sombra dos Titãs: Memórias de Baronesa Jenny von Sustedt) (1908) - uma biografia da avó de Braun, os "Titãs" do título simbolizavam Napoleão Bonaparte, que era tio de von Sustedt, e Goethe, com quem mantinha contato em Weimar durante a infância.
- Lebenssucher (Buscando viver)
- Frauenarbeit und Beruf (O trabalho e a carreira das mulheres)